# 로마자
로마자(영어: Roman script, 로마 문자) 또는 라틴 문자(영어: Latin script)는 세계에서 가장 널리 쓰이는 문자이며, 음소문자 체계이다. 러시아 주변의 동부유럽을 제외한 서부 유럽 언어를 기록하는 표준 문자이며 유럽인이 정착한 곳과 그 밖의 나라들에서도 쓰이는 문자다. 일반적으로 로마자를 쓰지 않는 언어와 문자가 공용어인 나라에는 로마자 표기법이라는 어문 규정이 따로 있다.
로마자는 본래 고대 이탈리아 지역의 언어였던 라틴어의 문자였으며, 로마 제국 지역에서 사용하던 문자였다. 원형은 그리스 문자에서 유래한 에트루리아 문자에 뿌리를 둔 문자이다. 오래 전부터 서유럽, 중앙 유럽의 여러 언어에서 사용하였다. 16세기 이후에 진행된 유럽 열강의 식민지 확장에 따라서 식민지의 언어를 기록하기 위해 로마자를 활용하였다. 이 기록 방식이 기존 문자나 표기 방식을 대체하여 현대에는 아시아, 아프리카 지역에서도 문자로 활용하는 언어가 많다.
로마자는 음소문자(알파벳)의 일종이다. 보통 단순히 "알파벳"을 말하면 로마자를 가리킨다. 그러나 본래 알파벳의 뜻은 그리스 문자나 키릴 문자 등을 포함한 총칭이다.

## 로마자에 쓰는 글자
라틴어 문자 23자에 J, U, W를 더한 26자를 기본으로 본다. 현대 영어에서 쓰는 로마자는 다음과 같다. 영어에 쓰는 글자라는 뜻에서 영자(英字)라고도 한다. 하지만 영어에서만 쓰지 않으므로 영자는 올바른 표현이 아니다. 공식적으로 로마자로 해야 하지만, 영자보다는 그나마 알파벳이라고 하는 편이 더 낫다. 

### 대문자
| A | B | C | D | E | F | G | H | I | J | K | L | M |
| N | O | P | Q | R | S | T | U | V | W | X | Y | Z |

### 소문자
| a | b | c | d | e | f | g | h | i | j | k | l | m |
| n | o | p | q | r | s | t | u | v | w | x | y | z |

### 확장 문자
영어, 라틴어, 이탈리아어 등에서는 사용하지 않지만, 일부 독일어, 아이슬란드어, 스웨덴어, 프랑스어, 포르투갈어, 스페인어 등에는 변형된 확장 문자를 사용한다.
| 양음 부호 | 양음 부호 | 양음 부호 | 양음 부호 | 양음 부호 | 양음 부호 | 억음 부호 | 억음 부호 | 억음 부호 | 억음 부호 | 억음 부호 | 곡절 부호 | 곡절 부호 | 곡절 부호 | 곡절 부호 | 곡절 부호 | 움라우트/트레마 | 움라우트/트레마 | 움라우트/트레마 | 움라우트/트레마 | 움라우트/트레마 | 움라우트/트레마 |
| --------- | --------- | --------- | --------- | --------- | --------- | --------- | --------- | --------- | --------- | --------- | --------- | --------- | --------- | --------- | --------- | --------------- | --------------- | --------------- | --------------- | --------------- | --------------- |
| Á         | É         | Í         | Ó         | Ú         | Ý         | À         | È         | Ì         | Ò         | Ù         | Â         | Ê         | Î         | Ô         | Û         | Ä               | Ë               | Ï               | Ö               | Ü               | Ÿ               |
| á         | é         | í         | ó         | ú         | ý         | à         | è         | ì         | ò         | ù         | â         | ê         | î         | ô         | û         | ä               | ë               | ï               | ö               | ü               | ÿ               |

| 세디유 | 세디유 | 물결표 | 물결표 | 물결표 | 오고넥 | 오고넥 | 오고넥 | 오고넥 | 합자 | 합자 | 합자 | 합자 | 합자 | 룬 문자 유래 | 룬 문자 유래 |
| ------ | ------ | ------ | ------ | ------ | ------ | ------ | ------ | ------ | ---- | ---- | ---- | ---- | ---- | ------------ | ------------ |
| Ç      | Ş      | Ã      | Õ      | Ñ      | Ą      | Ę      | Į      | Ų      | Æ    | Œ    | Ø    | Ĳ    | ẞ    | Þ            | Ƿ            |
| ç      | ş      | ã      | õ      | ñ      | ą      | ę      | į      | ų      | æ    | œ    | ø    | ĳ    | ß    | þ            | ƿ            |

## 발달
로마자는 기원전 7세기에 에트루리아 문자를 토대로 만들어졌다. 에트루리아 문자는 그리스 문자에 기원을 두었다. 에트루리아 문자의 26글자 중 로마인들은 21글자를 따왔다. 원래 로마자에 사용한 글자는 A, B, C (/g/·/k/ 표시), D, E, F, Z (그리스 문자 Z/ze:ta/ 표기를 위함), H, I (/i/·/j/ 표시), K, L, M, N, O, P, Q, R (그리스 문자를 따라 오랫동안 P로 표기), S, T, V (/u/·/v/·/w/ 표시), X 이었다. 나중에 그리스어 Z(/ze:ta/)는 탈락되고 새 글자인 G가 그 자리에 추가했다. 기원전 1세기에 그리스를 정복한 후에는 그리스 문자에서 Y(/y/, 그리스 문자와 소리를 땀)와 Z를 따와 끝에 붙였다. 그리하여 로마자는 23글자가 되었다. 중세에는 두 가지 소리를 가진 I를 구별해 쓰기 위해 J가 추가되고 세 가지 소리를 가진 V를 구별하기 위해 U와 W가 추가되었다.

## 현황

로마자의 세계 분포도. 진한 녹색은 로마자를 유일한 문자로 사용하는 지역이며, 연한 녹색은 다른 문자와 함께 사용되는 지역이다.

로마자는 중세 이후, 라틴어에서 유래하는 로망스어 뿐만 아니라 서유럽·중앙 유럽의 서방 기독교(천주교·개신교) 지역의 거의 모든 언어의 문자로 사용된다. 여기에 해당되는 언어로는 게르만어파, 슬라브어파의 일부, 발트어파, 켈트어파, 바스크어, 몰타어, 우랄어족의 일부 등이다. 서방 기독교 지역은 아니지만, 알바니아어와 루마니아어의 표기에서도 사용된다.
현대 이후 문자가 없는 언어가 새롭게 문자 표기법을 정하는 경우, 거의 대부분은 로마자가 채용되었다. 그러나 구 소련 지역의 소수 민족 언어 표기에는 키릴 문자가 사용되었다.
이미 문자를 가지고 있었는데 로마자로 전환한 언어도 있다. 이것은 서양 열강에 의한 식민지화와 천주교·개신교 선교사의 활동에 의한 것이 크다. 근대 이후 로마자로 전환한 언어로는 베트남어, 인도네시아어, 타갈로그어, 튀르키예어 등이 있다. 구 소련 해체 이후 아제리어, 우즈베크어와 투르크멘어 표기에도 사용되고 있다.

## 문자의 명칭
| 문자 | 라틴어                       | 영어                | 루마니아어          | 프랑스어            | 독일어             | 이탈리아어                            | 스페인어                     | 포르투갈어                        | 에스페란토              | 한국어                |
| ---- | ---------------------------- | ------------------- | ------------------- | ------------------- | ------------------ | ------------------------------------- | ---------------------------- | --------------------------------- | ----------------------- | --------------------- |
| A    | a [aː]                       | a [eɪ]              | a [a]               | a [a]               | a [aː]             | a [a]                                 | a [a]                        | a [a]                             | a [aː]                  | 에이                  |
| B    | be [beː]                     | bee [biː]           | be [be]             | bé [be]             | be [beː]           | bi [bi]                               | be [be]                      | bê [be]                           | bo [boː]                | 비                    |
| C    | ce [keː]                     | cee [siː]           | ce [tʃe]            | cé [se]             | ce [tseː]          | ci [tʃi]                              | ce [θe], [se]                | cê [se]                           | co [tsoː]               | 시 씨                 |
| D    | de [deː]                     | dee [diː]           | de [de]             | dé [de]             | de [deː]           | di [di]                               | de [de]                      | dê [de]                           | do [doː]                | 디                    |
| E    | e [eː]                       | e [iː]              | e [e]               | e [ə]               | e [eː]             | e [e]                                 | e [e]                        | e [ɛ], [e]                        | e [eː]                  | 이                    |
| F    | ef [ɛf]                      | ef [ɛf]             | effe [ˈeffɛ]        | effe [ɛf]           | ef [ɛf]            | effe [ˈɛffe]                          | efe [ˈefe]                   | éfe [ˈɛfɨ], [ˈɛfi]                | fo [foː]                | 에프                  |
| G    | ge [ɡeː]                     | gee [dʒiː]          | ge [dʒe]            | gé [ʒe]             | ge [ɡeː]           | gi [dʒi]                              | ge [xe]                      | gê [ʒe] guê [ɡe]                  | go [ɡoː]                | 지(표준) 쥐(비표준)   |
| H    | ha [haː]                     | aitch [eɪtʃ]        | agga [ˈaɡɡa]        | ache [aʃ]           | ha [haː]           | acca [ˈakka]                          | hache [ˈatʃe]                | agá [ɐˈɡa], [aˈɡa]                | ho [hoː]                | 에이치                |
| I    | i [iː]                       | i [aɪ]              | i [i]               | i [i]               | i [iː]             | i [i]                                 | i [i]                        | i [i]                             | i [iː]                  | 아이                  |
| J    | i [iː]                       | jay [dʒeɪ]          | ju [ʒu]             | ji [ʒi]             | jot [jɔt]          | i lunga [ilˈluŋga] iota [ˈjota]       | jota [ˈxota]                 | jota [ˈʒɔtɐ]                      | jo [joː]                | 제이                  |
| K    | ka [kaː]                     | kay [keɪ]           | kapa [ˈkapa]        | ka [ka]             | ka [kaː]           | kappa [ˈkappa]                        | ka [ka]                      | capa [ˈkapɐ] cá [ka]              | ko [koː]                | 케이                  |
| L    | el [ɛl]                      | el [ɛl]             | elle [ˈellɛ]        | elle [ɛl]           | el [ɛl]            | elle [ˈɛlle]                          | ele [ˈele]                   | ele [ˈɛlɨ], [ˈɛli]                | lo [loː]                | 엘                    |
| M    | em [ɛm]                      | em [ɛm]             | emme [ˈemmɛ]        | emme [ɛm]           | em [ɛm]            | emme [ˈɛmme]                          | eme [ˈeme]                   | éme [ˈɛmɨ], [ˈẽmi]                | mo [moː]                | 엠                    |
| N    | en [ɛn]                      | en [ɛn]             | enne [ˈennɛ]        | enne [ɛn]           | en [ɛn]            | enne [ˈɛnne]                          | ene [ˈene]                   | éne [ˈɛnɨ], [ˈẽni]                | no [noː]                | 엔                    |
| O    | o [oː]                       | o [oʊ]              | o [o]               | o [o]               | o [oː]             | o [o]                                 | o [o]                        | ó [ɔ]                             | o [oː]                  | 오                    |
| P    | pe [peː]                     | pee [piː]           | pe [pe]             | pé [pe]             | pe [peː]           | pi [pi]                               | pe [pe]                      | pê [pe]                           | po [poː]                | 피                    |
| Q    | qu [kuː]                     | cue [kjuː]          | cu [ku]             | qu [ky]             | qu [kuː]           | cu [ku]                               | cu [ku]                      | quê [ke]                          | kuo [ˈkuːo]             | 큐                    |
| R    | er [ɛr]                      | ar [ɑː], [ɑɹ]       | erre [ˈerrɛ]        | erre [ɛʁ]           | er [ɛʀ]            | erre [ˈɛrre]                          | ere [ˈeɾe] erre [ˈere]       | erre [ˈɛʁɨ], [ˈɛxi] rê [ʁe]       | ro [roː]                | 알                    |
| S    | es [ɛs]                      | ess [ɛs]            | esse [ˈessɛ]        | esse [ɛs]           | es [ɛs]            | esse [ˈɛsse]                          | ese [ˈese]                   | ésse [ˈɛsɨ], [ˈɛsi]               | so [soː]                | 에스                  |
| T    | te [teː]                     | tee [tiː]           | te [te]             | té [te]             | te [teː]           | ti [ti]                               | te [te]                      | tê [te]                           | to [toː]                | 티                    |
| U    | ū [uː]                       | u [juː]             | u [u]               | u [y]               | u [uː]             | u [u]                                 | u [u]                        | u [u]                             | u [uː]                  | 유                    |
| V    | ū [uː]                       | vee [viː]           | ve [ve]             | vé [ve]             | vau [faʊ]          | vu [vu]                               | uve [ˈuβe]                   | vê [ve]                           | vo [voː]                | 브이                  |
| W    | 빈칸                         | double-u [ˈdʌbljuː] | dublu ve [dublu ve] | double vé [dubləve] | we [veː]           | doppia vu [doppja vu]                 | uve doble [uβe ˈdoβle]       | dâblio [ˈdɐ̃bliu] dáblio [ˈdabliu] | duobla vo [duˈobla voː] | 더블유                |
| X    | ex [ɛks] ix [iks]            | ex [ɛks]            | ics [iks]           | ixe [iks]           | ix [iks]           | ics [iks]                             | equis [ˈekis]                | chis [ʃiʃ] xis [ʃis]              | ikso [ikso]             | 엑스                  |
| Y    | y [yː] ī Graeca [iː ˈɡrajka] | wye [waɪ]           | ipsilon [ˈips‿ilon] | i grec [iɡʁɛk]      | ypsilon [ˈʏpsɪlɔn] | i greca [iɡˈɡrɛka] ipsilon [ˈipsilon] | ye [ʝe] i griega [i ˈɡɾjeɣa] | ípsilon [ˈipsɨlɔn], [ˈipsilõ]     | ipsilono [ipsiˈloːno]   | 와이                  |
| Z    | zeta [ˈzeːta]                | zed [zɛd] zee [ziː] | ze [ze]             | zède [zɛd]          | zet [tsɛt]         | zeta [ˈzɛta]                          | zeta [ˈθeta], [ˈseta]        | zê [ze]                           | zo [zoː]                | 제트(표준) 지(비표준) |

## 비교하기
- 그리스 문자
- 히브리 문자
- 키릴 문자
- 한어 병음

## 같이 보기
- 문자별 언어 목록
- 로마자 글꼴
- 산세리프
- 로마체
- 로마 숫자
- 고대 로마 문자
- 에트루리아 문자